# هيلينا ريشانكوفا
هيلينا ريشانكوفا (بالتشيكية: Helena Ryšánková)‏ مواليد 19 نوفمبر 1992 في براغ، هي لاعبة كرة يد تشيكية تلعب كظهير أيمن. مثلت منتخب التشيك لكرة اليد للسيدات.

## سجل المنافسة
شاركت في البطولات التالية:
- بطولة أوروبا لكرة اليد للسيدات 2016

## الإنجازات
- الدوري التشيكي لكرة اليد للسيدات:
  - الفوز: 2013، 2014، 2015
- كأس التحدي الأوروبية لكرة اليد للسيدات:
  - الفوز: 2013

## روابط خارجية
- هيلينا ريشانكوفا على موقع الاتحاد الدولي لكرة اليد (الإنجليزية)
- هيلينا ريشانكوفا على موقع الاتحاد الأوروبي لكرة اليد (الإنجليزية)
- هيلينا ريشانكوفا على موقع الدوري الفرنسي لكرة اليد للسيدات (الفرنسية)